# Heinz Potthoff
Heinz Potthoff, né le 30 mars 1904 à Bielefeld et décédé le 13 septembre 1974 dans la même ville, était un fonctionnaire et homme politique allemand. Membre du Parti social-démocrate d'Allemagne, il a notamment siégé au parlement du Land de Rhénanie-du-Nord-Westphalie et à la Haute Autorité de la Communauté européenne du charbon et de l'acier (CECA).

## Biographie
Heinz Potthoff effectue un apprentissage d'ajusteur-mécanicien et exerce cette profession jusqu'en 1926. Il est membre du Mouvement de jeunesse des travailleurs, puis adhère au Parti social-démocrate (SPD). Sous la République de Weimar, il est membre du comité de la section du district d'Ostwestfalen-Lippe et du sous-district de Bielefeld-Halle. Il dirige par ailleurs la commission économique du SPD dans le district d'Ostwestfalen-Lippe. Il est également engagé dans le Syndicat allemand des métallurgistes.
De 1926 à 1932, Heinz Potthoff est journaliste. De 1932 à 1936, il étudie les sciences économiques aux universités de Cologne, Francfort-sur-le-Main et Zurich. Il obtient un doctorat en économie.
De 1936 à 1941, Heinz Potthoff travaille pour le Groupe économique de génie mécanique, un département de la Chambre économique du Reich, à Chemnitz. Il est ensuite directeur suppléant du Groupe Diehl à Nuremberg, puis directeur administratif des usines Fieseler à Cassel. En 1945 et 1946, il est directeur commercial de la société électrique de Minden-Ravensberg à Herford, en Rhénanie-du-Nord-Westphalie.
En 1946, Heinz Potthoff est nommé membre du conseil provincial de Westphalie, dans la zone d'occupation britannique, ainsi que du parlement provisoire de Rhénanie-du-Nord-Westhalie. À partir de 1946, Heinz Potthoff est également fonctionnaire au Ministère fédéral de l'économie. Dès 1947, il accède au rang de sous-secrétaire d'État. Avec Franz Blücher et Ludwig Partl, il dirige la délégation allemande auprès de l'Autorité internationale de la Ruhr. À la suite de la suppression de cette dernière en 1952 et à la création de la Communauté européenne du charbon et de l'acier (CECA), il devient membre de la Haute Autorité de la CECA et le reste jusqu'en 1962.
De 1966 à 1970, Heinz Potthof est élu au parlement régional du Land de Rhénanie-du-Nord-Westphalie dans la circonscription de Bielefeld II.

## Sources
- (de) Cet article est partiellement ou en totalité issu de l’article de Wikipédia en allemand intitulé « Heinz Potthoff (Politiker, 1904) » (voir la liste des auteurs).